# 安徽国防科技职业学院
安徽国防科技职业学院是一所位于中國安徽省六安市的高职学院。前身是安徽省大江机械工业学校，简称「大江机校」，始建于1976年，是一所专门培养军工技术干部的中国公立中等专业学校，1978年开始招生，其普通中专招收初中起点学生，职工中专则主要招收具有高中或中等技术学校毕业学历的在职军工技术骨干。学校曾获得中国国家级重点中等专业学校资质。学校于2003年升格为高职学院，更名为安徽国防科技职业学院。

## 历史沿革
1976年建校时，根据中华人民共和国当时的「靠山、近水、沿着国防公路和铁路」的军工选址原则，校址起初设在安徽省大别山腹地，位于安徽省舒城县晓天镇。招收第一届学生，共四个班。
1982年，学校整体搬迁到皖西重镇六安市，与安徽省国防科学技术工业干部学校和安徽省国防科技电视大学联合办学。翌年，大江机校开始招收第二届中专生。1998年更名为安徽省国防科技工业学校，并获得「国家级重点中等专业学校」资质。
2003年6月经安徽省人民政府批准、教育部备案，独立升格为公办全日制普通高等职业院校，学校更名为安徽国防科技职业学院，隶属于安徽省国防科学技术工业办公室。

## 军工黄埔
学校建校之初的前几届招收的普通中专学生大多来自农村家庭，需要尽早减轻家庭负担。在学校于1982年搬迁进城后，最初的几届普通中专都是全省初中毕业生中的骄骄者。以进城后的第一届（1983级）为例——「8305班」54名学生中，平均单科成绩在90分左右（单科满分100分），有大约20%是当年全省中考统考(约六十万考生)前一百名；理科成绩尤为突出，以数学为例，共有七名满分、多名99.5分。
近年，随着中国大陆高等教育的飞速发展，学校从曾经拥有超一流初中毕业生源的中等专业学校逐步演变为依赖低端高中毕业生源的高等职业学院。尽管如此，凝结着几代「大江人」的智慧和心血，学校至今仍然承续了「务实、严谨、创新」的军工传统。在全国众多同类院校中，如今的安徽国防科技职业学院在专业设置、师资构成、教育培训和校园文化方面仍然能够独树一帜，教育教学质量在同类院校中处于领先地位，毕业生一次就业率甚至高于有些普通本科院校。

## 历任校长
- 韩步云
- 郭运宏
- 朱仲元
- 李麟书

## 校园地理
校园位于六安市梅山南路，占地316亩，建筑面积近十万平方米。淠河从校园西面流过，城市中央森林公园、淠河公园、水上公园环绕四周。交通便利，市内各汽车站均有公交车直达学校，宁西铁路六安动车组站距学院二公里左右。

## 师资设施
图书馆现有藏书55万册，在校生近7000人。有专兼职教师285人，高级职称69人。
学校拥有1.3万平方米的现代化实验实训大楼，教学仪器设备总值近人民幣3000万元。学校是中央职业教育数控技术实训基地、国防科技工业职业教育实训基地、安徽省国防科技工业高技能人才培养培训基地，设有国家职业技能鉴定所。

## 系部设置
学院设有六系一部、两个中心和一个具有甲级资质的设计院：
- 机械工程系
- 机电工程系
- 管理工程系
- 信息工程系
- 基础教学部
- 实验实训中心
- 计算机中心
- 安徽省工业（医药）设计院
- 汽车工程系
- 建筑工程系

## 专业设置
学校的专业设置包括机械设计与制造、机械制造与自动化、数控技术、模具设计与制造、机电一体化技术、电气自动化技术、汽车制造与装配技术、汽车检测与维修技术、计算机应用技术、计算机网络技术、软件技术、图形图像制作、国际经济与贸易、市场营销、电子商务、物流管理等26个专业。
其中数控技术（导弹炮弹加工技术方向）、机电一体化技术（引信技术方向）等4个专业为军工特有专业。

## 毕业就业
学院重视毕业生就业推荐工作，自上世纪90年代初，就在省内率先启动了毕业生就业推荐工作，现已形成一套较成熟的毕业生就业推荐工作机制，建立了100多个稳定的毕业生推荐就业基地，形成了以服务行业及区域经济为基础、面向全国的就业信息网络。近年来，学院毕业生初次就业率始终保持在97%以上，一直居于省内同类院校前列。

## 知名校友

### 1978级
- 余明祥（军工高级工程师，安徽方圆机电股份有限公司董事长、总经理，国营九三七三厂厂长）
- 朱传安（军工高级工程师，国营9324董事长、总经理）

### 1983级
- 李士林（军工高级工程师，国营九三二二厂厂长）
- 夏俊 （管理科学与工程博士，北京邮电大学教授，经济管理专家。1992年直接考上企业管理硕士研究生）
- 张胜（军工高级工程师，安徽军工集团副总经理，国营九三七四厂厂长、党委副书记）

### 1984级
- 朱文和（工学博士，教授级军工高级工程师，弹道专家。1991年直接考上机制工艺及设备硕士研究生）

### 1985级
- 王本河（军工高级工程师，安徽军工集团董事总经理、党委委员，安徽长城军工有限责任公司董事总经理）